# 鳳暦 (五代後梁)
鳳暦（ほうれき）は、五代の最初の王朝である後梁において第2代皇帝朱友珪の治世で用いられた年号。913年正月 - 2月。

## 西暦・干支との対照表
| 凰暦 | 元年  |
| 西暦 | 913年 |
| 干支 | 癸酉  |